# Turbomeca Palouste
La Palouste est une turbine à gaz française, conçue et développée par le constructeur Turbomeca et démarrée pour la première fois en 1952. 
Le nom de la turbine Palouste n’est pas un nom de sommet , de lac, ou de col des Pyrénées à l’instar des autres turbines ayant été fabriquées chez Turbomeca, par exemple Marboré, Ariel, ou Astazou.
Il est la contraction des deux noms de la turbines Palas dont on a repris le compresseur et de l’Artouste pour sa turbine .
Purement conçue comme un turbogénérateur d'air sous pression, la Palouste fut essentiellement utilisée comme unité de démarrage de turbomoteurs à terre. D'autres utilisations concernent par exemple un système de rotor propulsé par réaction pour hélicoptères, mettant en rotation le rotor principal de ceux-ci par jets d'air comprimé en bout de pales pour hélicoptères.

## Conception et développement
Conçu et produit par Turbomeca, la Palouste fut aussi construite sous licence au Royaume-Uni par Blackburn et Rolls-Royce. Initialement conçue comme équipement de démarrage moteur pour les aéronefs au sol, elle fut également utilisée comme système de propulsion pour le Sud-Ouest Djinn et d'autres hélicoptères à rotors propulsés en extrémité de pales.

## Caractéristiques
La Palouste était un turbomoteur très simple, son but premier étant de fournir une importante quantité d'air sous pression pour démarrer des turboréacteurs plus gros, tels les Rolls-Royce Spey installé dans le Buccaneer (cet avion ne possédant aucun système de démarrage interne). L'air provenant du compresseur centrifuge était divisé entre l'air d'alimentation externe (utilisé par les moteurs à mettre en route), et l'air utilisé par la chambre de combustion elle-même.

## Utilisation

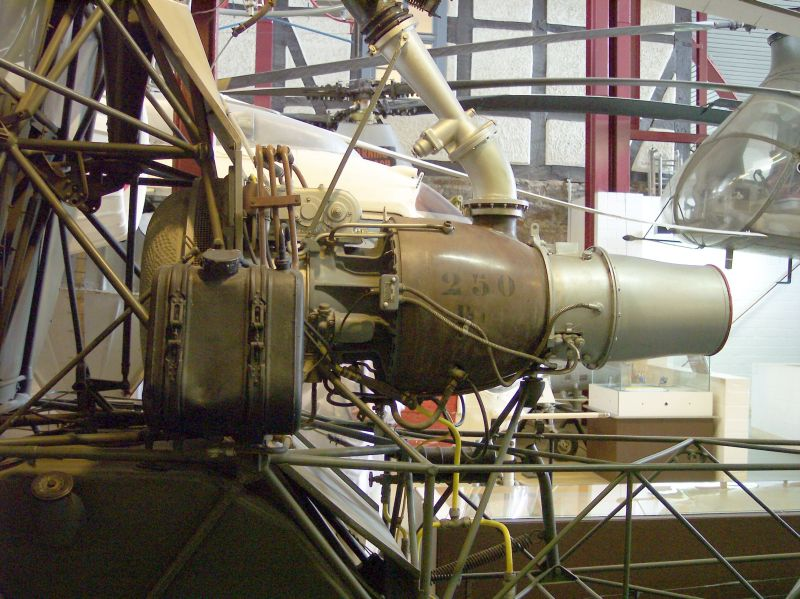
Une Palouste installée sur un hélicoptère Sud-Ouest Djinn.

Plusieurs avions navalisés britanniques furent modifiés pour emporter une Palouste dans un pod monté dans les ailes, afin de faciliter leur démarrage lorsqu'ils étaient loin de leur base. C'était notamment le cas du Sea Vixen, qui embarquait une nacelle amovible pour pouvoir démarrer lorsqu'il était loin de sa base.
Une utilisation novatrice de Palouste issues des surplus fut son installation dans une moto fabriquée sur mesure connue sous le nom de « Boost Palouste ». En 1968, cette moto battit un record ACU (en) officiel de vitesse sur 1/4 de mile à 296 km/h. Le constructeur modifia le moteur pour lui ajouter un système de postcombustion basique, et nota que les changements d'angle de tangage qui apparaissaient pendant les phases de freinage et d'accélération causaient une précession gyroscopique sur la direction de l'engin, en raison de la masse en rotation du moteur.

## Versions
- Palouste IV : Générateur de gaz utilisé pour propulser le Sud-Ouest Djinn et d'autres hélicoptères à rotors propulsés par jets d'air comprimé ;
- Autan : Une amélioration de la Palouste fournissant un débit d'air comprimé plus important[8].

## Applications
- Bell Model 65 (en)
- Fairey Ultra-light Helicopter (en)
- Sud-Ouest Djinn